# ماسايتو تاتشيبانا
ماسايتو تاتشيبانا (باليابانية: 立花 雅人) (11 يناير 1980 في هيوغو في اليابان – )؛ هو لاعب كرة قدم سابق كان يلعب كمهاجم.

## وصلات خارجية
- ماسايتو تاتشيبانا على موقع عالم كرة القدم.نت (الإنجليزية)